# 自由部落區 (瓦伊拉斯省)
自由部落區（西班牙語：Distrito de Pueblo Libre），是秘魯的一個區，位於該國北部安卡什大區的瓦伊拉斯省，始建於1857年1月2日，面積130.99平方公里，海拔高度2,492米，2005年人口6,810，人口密度為每平方公里52人。